# 霍洛希納 (車尼夫契州)
47°55′53″N 24°56′43″E / 47.93139°N 24.94528°E

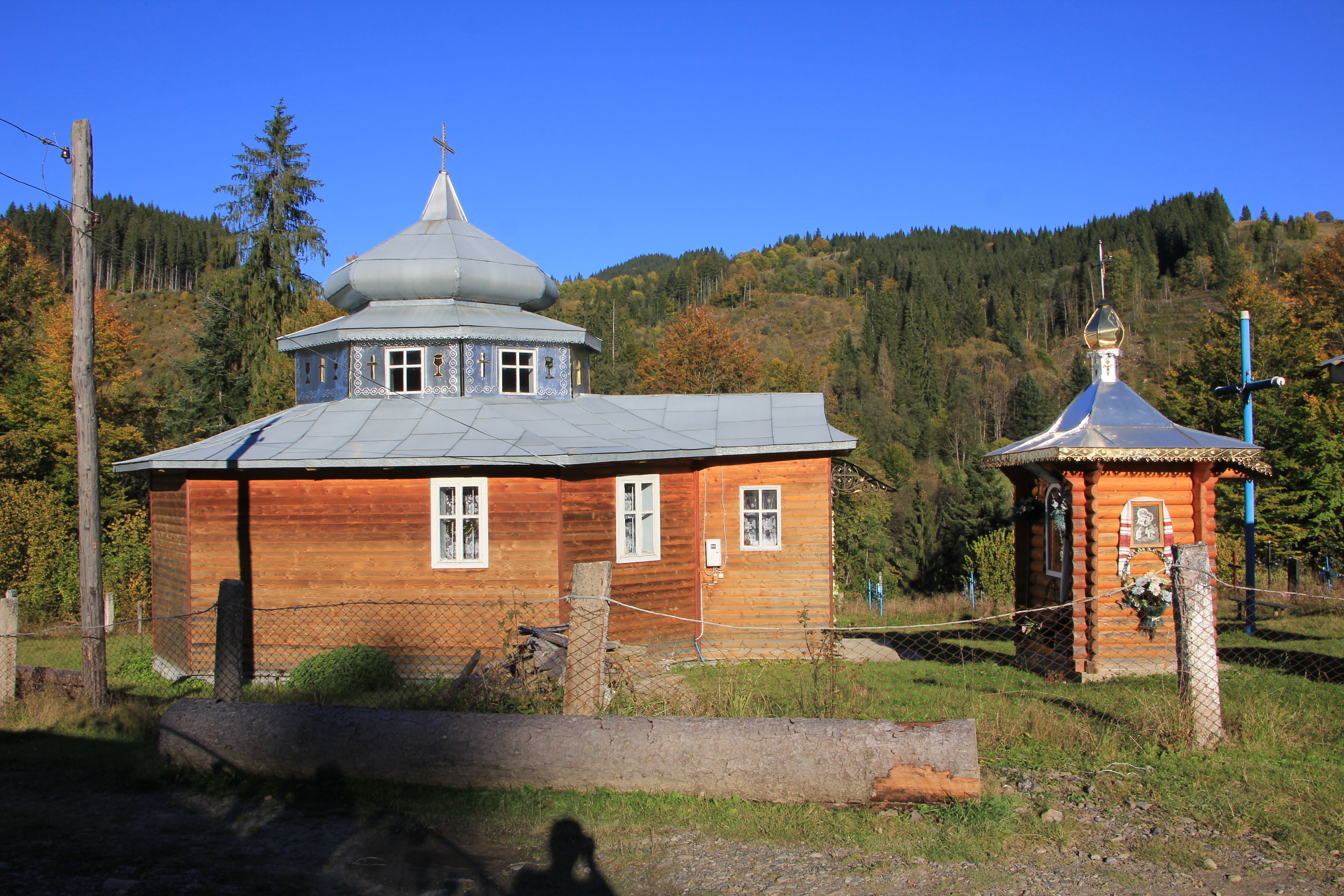
教堂

霍洛希納（羅馬化：Holoshyna）是位於烏克蘭西南部的村莊，由切爾諾夫策州維日尼察區的科尼亞廷市鎮負責管轄。該村距離普蒂拉52公里，海拔高度1,339米，2001年該村落人口129。